# Jesse Johnson
Jesse Wayne Johnson (Los Ángeles, California, 7 de diciembre de 1982) es un actor estadounidense.

## Biografía
Johnson nació el 7 de diciembre de 1982 en Los Ángeles, hijo de los actores Don Johnson y Patti D'Arbanville, y fue criado en Aspen, Colorado. Sus padres se separaron cuando él tenía tres años. Tiene siete medios hermanos, incluyendo a la actriz Dakota Johnson.

## Carrera
En 2001, Jesse hizo su debut como actor en una aparición especial en la serie de televisión de la CBS, Nash Bridges, en el episodio «Quack Fever». En 2003, interpretó al Joven Teniente Benjamin Tyson en la película para televisión Word of Honor. Jesse se especializó en teatro en el Occidental College, en Los Ángeles, y se graduó en 2004.
Hizo su debut en el cine interpretando a Jason en la película Redline, junto a Nathan Phillips y Eddie Griffin. La película se estrenó el 13 de abril de 2007 y debutó en el puesto número 11 en la taquilla de Estados Unidos, ganando $6.8 millones en todo el mundo. La reacción crítica hacia la película fue extremadamente negativa. Un crítico la calificó de "idioteces".
También en 2007, comenzó a filmar una película de terror independiente australiana de bajo presupuesto llamada Prey. La película, protagonizada por Natalie Bassingthwaighte, tuvo un lanzamiento limitado en Australia. Etiquetada como un fracaso en taquilla, obtuvo una recaudación total de poco más de A$700.00 y fue criticada por los críticos. Jake Wilson, en una reseña para The Age en mayo de 2009, dijo: "Una película que apunta tan bajo y falla tan miserablemente no merece más que desprecio". El DVD fue lanzado en octubre de 2009, tanto en Australia por Paramount en 2010, como en Estados Unidos por Xenon en 2011.
Jesse protagonizó como Damon en Circle of Eight, producida por Paramount Digital Entertainment, que se transmitió exclusivamente en Myspace. Junto a Rachel Hunter, apareció en la película independiente My Life: Untitled (lanzada en 2010) como Bobby. También protagonizó la comedia independiente Head Over Spurs in Love (2010) como Bubba.
En 2012, protagonizó la serie de televisión española Con el culo al aire, en el papel de Bobby, un joven estadounidense de una familia multimillonaria. Su trabajo más reciente fue en la emisión de National Geographic Channel de Killing Lincoln (2013), en la que interpretó a John Wilkes Booth, el actor que asesinó al decimosexto presidente estadounidense, Abraham Lincoln. Su actuación ha sido recibida con buenas críticas, considerándola muchos como su "papel de consagración". Interpretó al 'Joven Earl McGraw' en la temporada 2 de la serie de El Rey, From Dusk Till Dawn, emitida en septiembre de 2015.